# 松下ひかり
松下 ひかり（まつした ひかり、1991年12月13日 - ）は、日本のAV女優。ティーパワーズ所属。

## 略歴・人物
出身地:福島県。
血液型:A型。
身長:146cm。スリーサイズ:B82(B)・W60・H83cm。
趣味:スノーボード。
2012年にAVデビューした小柄なロリ系AV女優。

## 出演作品

### 2012年
- いつも見かける気になる娘 04（4月12日、フルセイル）
- 妊娠少女 臨月中出し（4月21日、V&Rプロダクツ）
- ひかり 146cm（5月1日、ミニマム）
- ロリ・ナンパすぺしゃる。 28 〜初めての体験に美少女達は!?おもらし?潮吹き??失神寸前!?発育途中の火照ったつるつるワレメにいたずら生中出し〜（5月2日、GLAY'z）
- 制服美少女と性交（5月4日、ドリームチケット）
- 娘よ、俺の子供を産め! 近親相姦 大家族5姉妹に夜這い中出し 2（5月10日、V&Rプロダクツ）
- 可愛いカメラ女子を集めるため、人気AV男優をエサにヌード撮影会を開いたら、モテ無い僕でも興奮した女達と簡単にエッチできた（5月10日、SWITCH）
- 中出し淫行 01（5月11日、フルセイル）
- 妹と一緒にお風呂に入る兄のイタズラ映像（5月11日、I.B.WORKS）
- ひかる（5月13日、無垢）※「ひかる」名義
- パイパン未●年 仲良し幼なじみ ひかりとありすのパイパンワレメに生中出し（5月19日、姦乱者）
- 愛人（パパ）撮って♥ 2本目（5月22日、フルセイル）
- パパ思いの未発達○学生を父親の目の前で犯せ!（6月7日、V&Rプロダクツ）
- 素人投稿シリーズ 【未成年（四四四）】 現役女子●生アイドルをつまみ食い! 09（6月8日、ゴーゴーズ）※「カリナ」名義
- 貧乳の妹に中出し近親相姦（6月8日、I.B.WORKS）
- ミニマム美少女 デカチン串刺しFUCK 146cm 松下ひかり（6月8日、Up'S）
- 「ママが傍にいるのに…」 ロリ猥褻校内痴漢 2（6月15日、VALEX）
- 媚薬を飲ませたら所構わずお漏らしするロリ校生（6月20日、LOTUS）
- 美少女即ハメ白書（6月22日、デジスタ）
- 女子校生のオマンコどUPオナニー（7月1日、ワンズファクトリー）
- 電車内で低身長の痴女たちに立ったまま乳首を舐められながらイカされる（7月5日、SODクリエイト）
- いたずらされるようになってから、もう10年（7月6日、ロリ専科）
- 黒髪少女兄妹近親美尻画報（7月6日、NON）
- 146cm正統派ロリ美少女 好きだよっ中出し…（7月13日、First Star）
- セーラーヒロインくすぐり奴隷　落札された戦士達（7月13日、ZEUS）
- やっぱり、君が好き 美少女・微熱レズビアン 〜第5章・ささえ愛〜（7月20日、ワープエンタテインメント）
- ロリコン専門ソープランド（7月20日、虎堂）
- 肉壷（俺専用） テニス部 ひかり（7月25日、ラマ）
- kawaii*×kira☆kira×E-BODY3メーカー連動コラボ作品第3弾! キラカワ☆E学園 エッチに弾けちゃうぞkawaii*大乱交（7月25日、kawaii*）
- ガチ援●交際 東京編 6人のリアル女子校生 4時間（7月27日、おかず。）
- 積極的なオンナの子!覚悟してね!男子たち! ふたりでオモチャにしてあげる（8月1日、TOY★GIRL）
- 新 センズリ見てたら興奮しちゃった素人娘 VOL.8（8月3日、OFFICE K'S）
- アナル責め手コキ 女子校生編（8月3日、OFFICE K'S）
- 集団少女凌辱 中出しの儀式（8月9日、SODクリエイト）
- 部活帰りの日焼けした○学生に青姦中出し 3（8月9日、V&Rプロダクツ）
- JK文化祭模擬店・ちら見せオナサポ喫茶 4（8月13日、アロマ企画）
- オトウサンといっしょ 04 146cm ひかりちゃん、●才。小さなアイドル志願の近親相姦中出し記録（8月13日、HERO）
- ロリータレズエステ VOL.9（8月18日、虎堂）
- 抜かずの14発中出し（8月24日、EROTICA）
- ネットで自分のパンツを売る女子校生は、金を欲しがるかと思いきや、生脱ぎ姿に勃起した男のチ●コを欲しがる肉食系女子校生だった!!（8月24日、SCOOP）
- レンタルビデオの店員さんを強引にヤっちゃいました!（8月24日、サムシング）
- いいなり美少女性的虐待（9月1日、ワンズファクトリー）
- 顔面騎乗擦り付けオナニー（9月1日、ワンズファクトリー）
- 恋する娘のいつものセックス（9月1日、S-Cute）
- 美人看護師に夜な夜な強制射精されてしまった俺（9月6日、AKNR）
- 発禁寸前! 未体験 丸見え映像 〜三人のおねだり女子校生〜（9月7日、太もも太郎）
- 下半身3点責め Vol.4（9月7日、OFFICE K'S）
- MOODYZファン感謝祭 バコバコバスツアー2012 バコリンピックスペシャル!!（9月13日、MOODYZ）
- 都内で見かけた覗いて見たくなるスリットスカート美女（9月14日、Up'S）
- 女子マネージャーは男臭いにおいがスキ!? 洗濯物に僕のパンツを入れたら彼女のパンツもグショングション（9月20日、SWITCH）
- キミだけに語りかけ！ロリっ娘20人! オマ●コぴちゃぴちゃ 指入れ自画撮りオナニー 4時間DX vol.01（9月21日、ロり専科）
- 日本の女性器 大図鑑 VOL.3（9月21日、tbd） ※Blu-ray Discのみ
- イキまくり失禁アクメ（9月21日、OFFICE K'S）
- ロリータヒロイン　美装戦士チェイスティー（9月28日、ZEUS）
- 着衣尻が好き パンティに包まれた尻にこすりつけたい（10月5日、OFFICE K'S）
- 乙女の匂い 有栖と光（10月5日、AFRO FILM）
- 成長した娘の裸に触れた父親はイケない事と知りつつもチ○ポを勃起させて「禁断の近親相姦」してしまうのか!?（10月6日、SODクリエイト）
- 想像してみてください、あなたは教師。10人の純真無垢な○学生と突然エレベーターに閉じ込められたら…。 あなたが生きている内にやり遂げたかった10のタブー（10月6日、V&Rプロダクツ）
- 女子校生とおじさん（10月7日、桃太郎映像出版）
- 黒髪ロリで146cmのS級素人さんレンタルします（10月12日、S級素人）
- MOODYZファン感謝祭 うらバコバコバスツアー2012 補欠者救済？バコバス潜入捜査大作戦!!（10月13日、MOODYZ）
- ひかるとくみ（10月13日、無垢） ※「ひかる」名義
- 本屋に参考書を買いに来た真面目でおとなしそうな女子校生に媚薬をたっぷり塗ったチ○ポで即ハメしたらアヘ顔で痙攣するほど感じてイキまくった（10月18日、SODクリエイト）
- 制服エプロンと独身男 親戚の家出娘の後ろ姿に朝勃ちチ○ポを押し当てたらパンツが濡れてマン汁が糸を引く!（10月18日、SWITCH）
- 女子校生のオマ○コ汁 VOL.8（10月19日、OFFICE K'S）
- ぺろぺろごっくん! おしゃぶり大好きっ! 20人のかわいいロリっ娘フェラチオcollection（10月19日、ロり専科）
- JC援交 幼蕾はオヤジのおもちゃ（10月25日、JUMP）
- 目指せトップアイドル!! センターを目指して!（10月26日、宇宙企画）
- 未発達○学生 処女膜検診（11月8日、SODクリエイト）
- 制服美少女の手淫（11月9日、ドリームチケット）
- ウブ娘の性感エステ 2（11月9日、BAZOOKA）
- 風俗で呼んだ娘が、まさかの自分の知り合い! ヤラナイ、ヤレナイ、悩んだ末にやっぱりヤル! 2（11月13日、SCOOP）
- 忍者特捜隊 バードファイター（11月23日、G1）
- 小悪魔JK 大胆パンチラコレクション 5（11月25日、アロマ企画）
- 拝啓、お兄ちゃん。（12月1日、ワンズファクトリー）
- 母の再婚相手に開発された娘（12月6日、タカラ映像）
- 凌辱ヒロイン クローバーZ（12月7日、TMA）
- 美尻ディルドオナニー Vol.4（12月7日、OFFICE K'S）
- 完全横アングル!! じゅぼじゅぼバキュームフェラ（12月13日、ワンズファクトリー）
- コキオナ 〜カノジョのパーツでコキまくれ〜（12月14日、REAL WORKS）
- 大人しい地味子に中出し 9（12月15日、ケー・トライブ）
- プラシーボエフェクトエクスタシー（12月20日、グローリークエスト）
- ハメ潮!イキ潮!飲み潮!乱交エッチ! 3（12月20日、SODクリエイト）
- 図書館で声も出せず糸引くほど愛液が溢れ出す敏感娘 11（12月20日、ナチュラルハイ）
- 青い瞳で何度も視線をあわせてくる女子校生は 嫌がりながらも感じすぎて腰振りが止まらない（12月20日、ナチュラルハイ）
- 下品であることが紳士淑女のたしなみである世界（12月20日、DEEP'S）
- 舐め合い濃厚レズキス 〜二人のロリ温泉旅行〜（12月20日、ヒビノ）
- 生中出し女子校生 EVOLUTION 4時間 11（12月21日、BAZOOKA） ※レンタル作品
- 挑発JK逆さ撮りパンチラ 2（12月24日、ラマ）
- 全国女子大生図鑑☆愛媛（12月25日、ビッグモーカル）
- コスプレバスターズ! エクスタシー（12月25日、CMP）
- 僕の妹は悩めるお年頃（12月25日、JUMP）
- 年末年始に久しぶりに実家に帰省した僕。昔一緒に良く遊んだ従姉妹のコがすっかり大人になっていて、しかもとっても可愛い。みんなの目を盗んで、こっそりヤッちゃいました!（12月28日、SCOOP）

### 2013年
- ロリータレズエステ VOL.10（1月5日、虎堂）
- 女子校生オマンコおっぴろげダンス（1月5日、OFFICE K'S）
- イッたら出ちゃう女たちの失禁オナニー（1月5日、OFFICE K'S）
- ロリータディルドオナニー 5（1月5日、OFFICE K'S）
- 初 ぶっかけファン感謝祭（1月7日、みるきぃぷりん♪）
- 仲良しチビマン三姉妹 ママに内緒のエッチごっこ（1月10日、V&Rプロダクツ）
- 究極の妄想発明シリーズ 時間が止まる腕時計 まるっとテレビ局女子アナもアイドルもストップSP（1月10日、ROCKET）
- 「私は絶対大丈夫!」と、媚薬を全く信じていない媚薬初体験の人気AV女優琥珀うた・愛内希・青空小夏・松下ひかり・椿すずに即効性の超強力媚薬を飲ませてラッシュ時の満員バスに乗せたら、ちょっと肩が触れるだけでも感じまくり、所構わずお漏らししながらイキまくる全身性感帯の超ド淫乱女に!（1月10日、Apache）
- フェチ工房 女のオナニー（1月10日、unfinished）
- とってもエッチなナースたち 2（1月11日、BAZOOKA）
- 浮気カノジョ!! 僕は何も出来ない、寝取られ発情現場を覗くだけ…（1月13日、MOODYZ）
- いもうとLOVE+ 40（1月15日、ケー・トライブ）
- ちび娘と大きな男たちとの共同生活（1月17日、グローリークエスト）
- 普段、俺を兄扱いしない妹に困らせるつもりでタンマリ媚薬を飲ませたら俺のチ●ポを物凄く欲しがって逆に困った俺。（1月18日、NON）
- ディルドにまたがる女子校生DX（1月19日、アロマ企画）
- エッチに無関心だった優等生の妹が生まれて初めてナマのセックスを目撃して激発情!もうシタくてタマらないのに自分からは誘えない!（1月24日、アイエナジー）
- 娘が超どストライク! だから嫁にバレないよう、かつ自然に娘とヤリたい!さらに娘の方から私とヤリたがって、バレた時の責任を軽くしたいので、とりあえず娘に勃起したチ○ポを見せつけたら…。4（1月24日、Hunter）
- 人妻は旦那に相手をしてもらえなくて欲求不満。夫以外の男にアダルトビデオを見せ、さらに『セックスOK』オーラを分かりやすく出して誘惑する!!（1月25日、SCOOP）
- 親には内緒の妹近親相姦旅行 ひかり1○才（1月25日、I.B.WORKS）
- コスハメroom あかり1○才 東方★レ○リア・スカーレットでプライベート撮影（1月25日、I.B.WORKS）※「あかり」名義
- 女子校生 強烈!金○責め手コキ!（1月30日、ジャネス）
- ロリータパイパンオナニー Vol.04（2月1日、虎堂）

他、多数出演

### イメージDVD
- 桃プリッ!セブン（2012年12月21日、スパークビジョン）※「田中さりあ」名義